# Campagne de vaccination contre la Covid-19 au Niger
Pour un article plus général, voir Pandémie de Covid-19 au Niger.
La Campagne de vaccination contre la Covid-19 au Niger est lancée officiellement le mardi 29 mars 2021 à l’Hôpital Général de Référence de Niamey par le Premier Ministre, Chef du Gouvernement, Brigi Rafini.  Il est  le premier à se faire vacciner.